# Eli Lilly Award in Biological Chemistry
Der Eli Lilly Award in Biological Chemistry ist ein Wissenschaftspreis, der von der Sektion Biochemie der American Chemical Society jährlich vergeben wird und von dem Unternehmen Eli Lilly and Company gesponsert wird.
Der Preis wurde 1934 gegründet und soll junge Forscher bis zu 10 Jahre nach einem Postdoktorat fördern, die herausragende Forschungsleistungen auf dem Gebiet der Biochemie erbracht haben.

## Preisträger
- 1935 William M. Allen
- 1937 Harold S. Alcott
- 1938 Abraham White
- 1939 George Wald (Nobelpreis für Medizin 1967)
- 1940 Eric G. Ball
- 1941 David Rittenberg
- 1942 Earl A. Evans
- 1943 Herbert E. Carter
- 1944 Joseph S. Fruton
- 1945 Max A. Lauffer
- 1946 John D. Ferry
- 1947 Sidney Colowick
- 1948 Dilworth Woolley
- 1949 Irving M. Klotz
- 1950 William Shive
- 1951 John M. Buchanan
- 1952 David M. Bonner
- 1953 Nathan O. Kaplan
- 1954 Harvey A. Itano
- 1955 William F. Neuman
- 1956 Robert A. Alberty
- 1957 Harold A. Scheraga
- 1958 Lester J. Reed
- 1959 Paul Berg (Nobelpreis für Chemie 1980)
- 1960 James D. Watson (Nobelpreis für Medizin 1962)
- 1961 Frederick Crane
- 1962 Jerald Hurwitz
- 1963 William P. Jencks
- 1964 Bruce N. Ames
- 1965 Gerald M. Edelman (Nobelpreis für Medizin 1972)
- 1966 Phillips W. Robbins
- 1967 Gordon G. Hammes
- 1968 Charles C. Richardson
- 1969 Mario R. Capecchi (Nobelpreis für Medizin 2007)
- 1970 Lubert Stryer
- 1971 David F. Wilson
- 1972 Bruce M. Alberts
- 1973 C. Fred Fox
- 1974 James E. Dahlberg
- 1975 Mark Ptashne
- 1976 Joan A. Steitz
- 1977 Robert G. Roeder
- 1978 Charles R. Cantor
- 1979 Christopher T. Walsh
- 1980 Phillip A. Sharp (Nobelpreis für Medizin 1993)
- 1981 Roger D. Kornberg (Nobelpreis für Chemie 2006)
- 1982 Harold M. Weintraub
- 1983 Richard Axel (Nobelpreis für Medizin 2004)
- 1984 David V. Goeddel
- 1985 Gerald M. Rubin
- 1986 James E. Rothman (Nobelpreis für Medizin 2013)
- 1987 Jacqueline K. Barton
- 1988 Peter Walter
- 1989 Michael M. Cox
- 1990 George L. McLendon
- 1991 Peter G. Schultz
- 1992 William F. DeGrado
- 1993 Stuart L. Schreiber
- 1994 Peter S. Kim
- 1995 Jeremy Berg
- 1996 Gregory L. Verdine
- 1997 Allana Schepartz
- 1998 John Kuriyan
- 1999 Chaitan Khosla
- 2000 Xiaodong Wang
- 2001 Jennifer A. Doudna (Nobelpreis für Chemie 2020)
- 2002 Kevan M. Shokat
- 2003 Andreas Matouschek
- 2004 Benjamin Cravatt
- 2005 Dewey G. McCafferty
- 2006 Linda Hsieh-Wilson
- 2007 Anna K. Mapp
- 2008 Paul J. Hergenrother
- 2009 Scott K. Silverman
- 2010 Alice Y. Ting
- 2011 Nathanael Gray
- 2012 Christopher J. Chang
- 2013 Matthew D. Disney
- 2014 Yi Tang
- 2015 Minkui Luo
- 2016 Elizabeth M. Nolan
- 2017 Howard Hang
- 2018 Bradley Pentelute
- 2019 Neal K. Devaraj
- 2020 Yimon Aye
- 2021 Jordan Meier
- 2022 Lingyin Li
- 2023 Polly Fordyce
- 2024 Joseph Cotruvo
- 2025 Brian Liau
- 2026 Alexis Komor